# 아마자케

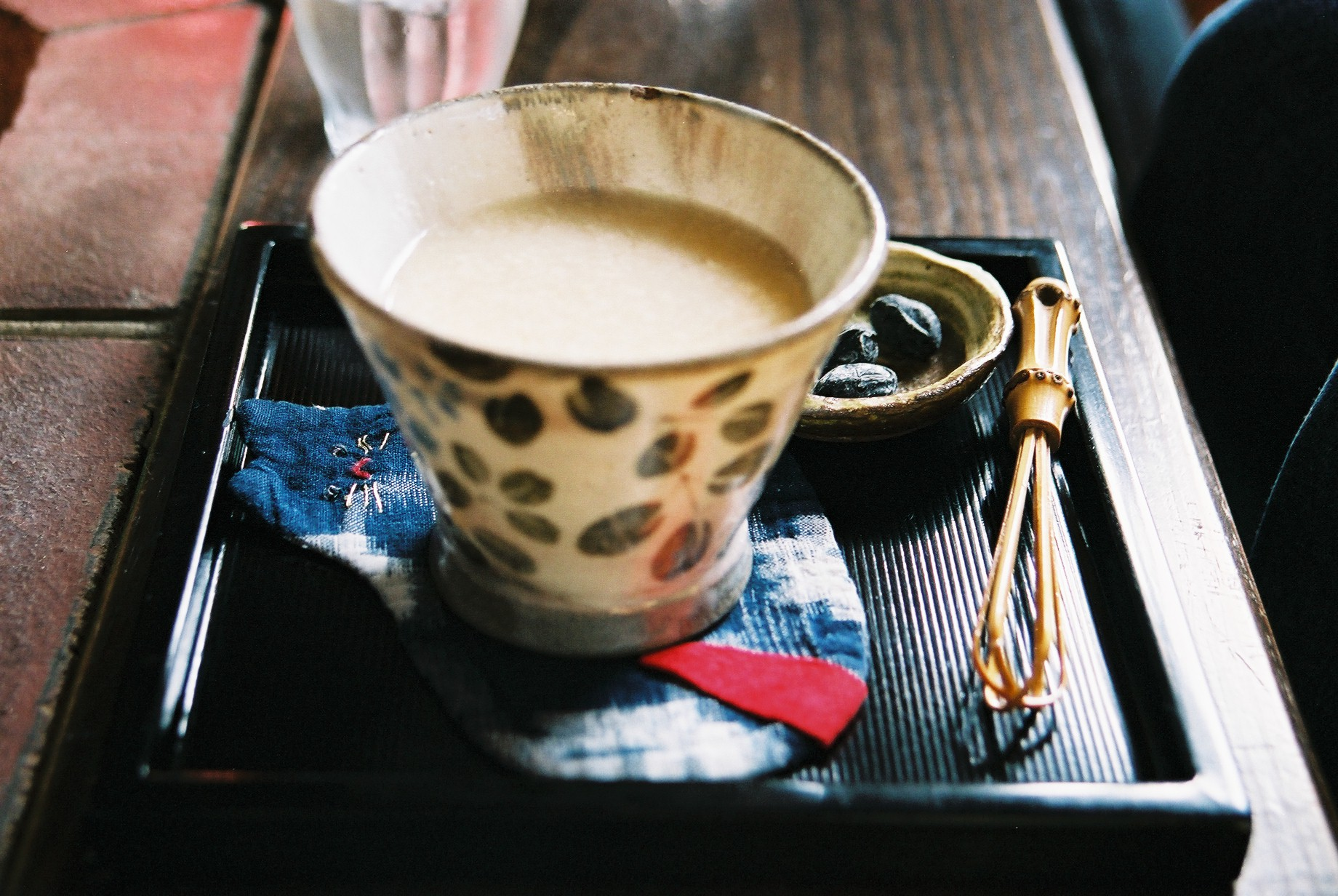
아마자케

아마자케(일본어: 甘酒→감주)는 일본의 전통적인 감미 음료의 일종이다. 도부로쿠나 한국의 막걸리처럼 탁한 색을 띄고 있다. '아마가유' (甘粥)라고도 부른다. 주로 고지와 쌀, 술지게미 등으로 만들며, '술' (酒)이라는 이름이 붙어 있긴 하지만 알코올의 함유량은 극히 미미해, 일본에서는 청량음료 (알코올 도수 1% 미만)으로 취급되어 판매되고 있다.

## 역사
아마자케의 기원은 고분 시대로 거슬러 올라간다. 《일본서기》에는 아마자케의 기원으로 '아마노타무자케' (天甜酒)라는 음료에 관한 기록이 남아 있다. 옛날에는 '히토요자케' (一夜酒), '고사케' (醴酒, 진한 술)이라고도 불렀다.
옛날 일본에서는 여름에 "달달한, 달달한, 아~마~자~케" (甘い・甘い・あ〜ま〜ざ〜け〜)라고 외치며 아마자케를 파는 행상이 많이 다녔고, 하이쿠에서는 여름을 상징하는 키고 (계절말)가 되기도 했다. 여름에 아마자케를 마시면 더위 먹는 것을 막아주었을 뿐만 아니라 영양이 풍부해 체력 회복에도 효과적이었기 때문에 지금으로 치면 영양 드링크 역할도 했으며, 에도 시대에는 여름의 풍물 중 하나였다. 에도 시대의 백과사전인 《모리사다만코》(守貞漫稿)에는 "오로지 여름에만 팔고 다니는 것"을 '아마자케 팔기' (甘酒売り)라고 썼을 만큼 매우 인기있는 음료였음을 반증한다. 당시 에도 막부도 서민의 건강을 지키기 위해 남녀노소 불문하고 아마자케를 구입할 수 있도록 그 가격을 4몬으로 제한하였으며, 심지어 사무라이의 부업으로 아마자케 만들기가 이뤄지기도 했다.

## 현재
일본에서는 새해가 되면 참배객들에게 아마자케를 대접하거나 판매하는 신사가 많다. 쌀을 재배하는 농가에서는 한해 수확을 감사하기 위해 아마자케를 만들어 여름철 마쓰리 때에 바치는 풍습이 남아있는 지역도 있다.
캔이나 병에 담아 판매하는 것 외에도 농축, 분말, 동결건조 제품도 판매되고 있으며 냉장 아마자케, 아마자케 요구르트 등의 제품도 시중에 판매되고 있다. 한편 히나마쓰리 때에는 '시로자케' (白酒)라는 음료를 마시는데, 시로자케와 아마자케는 제조법이 전혀 다른 별개의 음료지만 최근에는 아마자케 쪽이 알코올 함유가 적고 저렴하다는 이유로 대용품으로 사용되는 것이 일반적이다.

## 같이 보기
- 사케
- 식혜